# Maison Abadie
Pour les articles homonymes, voir Abadie.
 (janvier 2019).
La Maison Abadie est un ancien immeuble d'habitation, construit par Paul Baron entre 1900 et 1910 à Tunis en Tunisie.

## Description
Ayant les éléments caractéristiques du style Art nouveau, le bâtiment se distingue par des balustres de balcon curvilignes qui sont portées par des consoles sculptées aux motifs végétaux et une façade d'angle coiffée d'une coupole sculptée et percée d'une ouverture donnant sur l'avenue de Paris.